# 環狀質數
環狀質數（英語：Circular prime）是在環狀排列後仍然是質數的質數。例如1193本身是質數，而其環狀排列後，產生的1931、9311及3119都是質數，因此1193是環狀質數。考慮十進位的環狀質數，若超過一位數的環狀質數，只會由1、3、7、9四個數字組成，因為其中若有偶數，偶數排到個位數時，該數可被2整除，不是質數，若其中有0或5，排到個位數時，該數可被5整除，也不是質數。
目前所有已知環狀質數，各自循環中的質數完整列表示如下（所有一位數的質數，以及純元數，其循環中只有一個質數）：
2、3、5、7、R2、13、17、37、79、113、197、199、337、1193、3779、11939、19937、193939、199933、R19、R23、R317、R1031、R49081、R86453、R109297及R270343
其中Rn是 n位數的純元數。
在小於1023的數字中沒有其他的環狀質數。
可交换素数是和環狀質數有關的質數，環狀質數是可交换素数的子集合（所有環狀質數都是可交换素数，但不是每個可交换素数都是環狀質數）。

## 其他進制
在十二进制下，目前所有已知環狀質數，各自循環中的質數完整列表示如下（用A及B表示十進制的10和11）：
2, 3, 5, 7, B, R2, 15, 57, 5B, R3, 117, 11B, 175, 1B7, 157B, 555B, R5, 115B77, R17, R81, R91, R225, R255, R4A5, R5777, R879B, R198B1, R23175, and R311407.
其中Rn是十二進制的純元數。
十二进制下，沒有其他小於1212的環狀質數
在二进制下，只有梅森素数（二进制下的純元數）會是環狀質數。因為其中只要有任何一位為0，此循環到最小位數，結果就會是偶數。